# Preus Museum
Фотомузей «Preus Museum» (норв. Preus Museum) — государственный художественный музей в норвежском городе Хортен, основанный в 1976 году как частная галерея «Preus Fotomuseum»; норвежское правительство приобрело коллекцию в 1995 году и создало на её базе национальный музей фотографии, перенеся его в мае 2001 года в здание бывшей военной верфи (склада) «Karljohansvern»; перестройка помещения под выставочные цели велась по проекту архитектора Сверра Фена; сегодня музей включает в себя библиотеку и специальную лабораторию для консервации снимков.

## История и описание
Музей «Preus Museum» был открыт в Хортене в 1976 году — его первым помещением стало здание на улице Ланггатен (Langgaten). Первоначально весь проект задумывался как небольшая частная выставочная площадка для сотрудников компании «Preus Foto A / S» и других лиц, проявляющих особый интерес к фотографии и фотоискусству. Коллекция музея постепенно увеличивалась на протяжении всех 1970-х и 80-х годов: новые приобретения совершались как через аукционы, так и через арт-дилеров в крупных городах мира — таких как Гамбург, Берлин, Лондон, Париж, Вашингтон, Нью-Йорк и Лос-Анджелес. Постепенно музей также стал показывать работы современных фотографов — и фотографии купленные непосредственно у художников.
Фирма «Preus Foto A / S» была основана Лейфом Преусом (1920—2013) в 1956 году как фотомагазин: она продавала оборудование для съемок и предлагала профессиональные услуги в области фотографии. При поддержке муниципалитета Хортен, в помещениях фирмы была создана фотолаборатория для развития цветной фотографии. В 1980-х годах компания стала одной из крупнейших фотографических фирм в Норвегии, а её магазины открылись по всей стране (более 200 сотрудников, в более чем 40 фотомагазинах). В 2007 году компания была куплена фирмой «Telebutikken».
Музейная коллекции состоят из трех основных типов экспонатов: изображений, технического оборудования и книг по теме. Специализированная библиотека содержит издания, опубликованные начиная с 1500-х годов; коллекции изображений содержит как ранние фотопластины, так и произведения современного фотоискусства. Работы первых фотографов — таких как британцы Уильям Генри Фокс Тэлбот (1800—1877) и Джулия Маргарет Кэмерон (1815—1879), американец Эдвард Стейхен (1879—1973), австриец Генрих Кюн (1866—1944) и норвежцы Андерс Беер Уилс (1865—1949) и Элизабет Мейер (1899—1968) — представлены наряду с произведения ныне живущих авторов и художников.
В 1992 году сам Преус был назначен почетным членом норвежская ассоциация профессиональных фотографов «Norges Fotografforbund». В 1994 году норвежское правительство купило музей в качестве основы для будущего национального фото-собрания — Преус стал первым директором музея, занимая данный пост с 1995 по февраль 1998 года. В 2003 году он стал рыцарем ордена Святого Олафа (первого класса) за свою деятельность.